# حدود شرعی
حدود، بخشی از قوانین کیفری اسلام است که در برابر کارهای خلاف عفت و اخلاق اسلامی، اعمال می‌شود، و همچنین در رابطه با سایر جرائمی که بر ضد منافع امت اسلامی مثل افساد فی الارض یا بر ضد حاکمیت مثل بغی انجام می‌شود اعمال می‌گردد و کیفر ثابت و مشخصی دارد. موضوع اجرای حدود در زمان غیبت امام عصر، یک بحث جدی فقهی است که اقوال مختلفی دربارهٔ آن وجود دارد. از طرفی برخی فقها، قائل به اجرای مطلق حدود شرعی در زمان غیبت هستند و عده‌ای دیگر نیز معتقدند که حدود در زمان غیبت جاری نمی‌شود و صرفاً باید به دست امام معصوم اجرا شود.
به گفتهٔ صاحب جواهر، «حد مجازات خاصی است که به سبب ارتکاب معصیت از ناحیه مکلف به آزار دادن بدن وی تعلق می‌گیرد و شارع میزان آن را در همهٔ موارد معین کرده‌است.» بنابراین مجازات‌های مالی (مانند کفارات) گرچه تعیین شده‌اند ولی از حدود نخواهند بود، چرا که به بدن و آزار بدنی تعلق نمی‌گیرد.
در باور فقهای اسلامی، تفاوت اساسی حد با قصاص در این است که مجازات‌های حدی از «حقوق الهی» (حق‌الله) هستند ولی قصاص حق‌الناس است. به‌این ترتیب مجازات‌های حدی عموماً بر اثر توبه ساقط می‌شوند، به خلاف قصاص که توبه در سقوط آن اثری ندارد، مگر اینکه مورد عفو صاحب حق قرار گیرد.

## حد در قانون کیفری ایران
در مادهٔ ۱۵ قانون مجازات اسلامی ایران حد این گونه تعریف شده‌است: «حد مجازاتی است که موجب، نوع، میزان و کیفیت اجرای آن در شرع مقدس، تعیین شده‌است.»
حدود و میزان مجازات و کیفیت اجرا و ادلهٔ اثبات حدود در مواد ۶۳ تا ۲۰۳ این قانون بیان شده‌اند.

## جرایم مستوجب حد
در قانون مجازات اسلامی، تخلفاتی که موجب حدود می‌شود، نام برده شده‌اند:
- زنا: آمیزش جنسی بین زن و مرد بدون ازدواج
- لواط: آمیزش جنسی مقعدی بین دو مرد
- مساحقه: آلت‌مالی دو زن
- قذف: نسبت دادن ناروای زنا یا لواط به شخصی با لفظ صریح
- ارتداد: خارج شدن از اسلام
- شرب خمر: نوشیدن مشروبات الکل
- سرقت: دزدی بیش از ربع دینار.
- قطع طریق: راهزنی

### زنا
حد زنا در اسلام، صد ضربه شلاق است. چنان‌چه زنا، از زنان و مردان همسردار سرزند، زنای محصن و محصنه نامیده می‌شود و حد آن مجازات سنگسار است. در قرآن، به مجازات سنگسار اشاره‌ای نشده‌است؛ اما در احادیث به تواتر ذکر شده‌است. کیفر تنها در صورتی اعمال می‌شود که زنا با اقرار زنا کننده یا با شهادت چهار شاهد مرد یا سه مرد و دو زن، اثبات شود. در فقه شیعه، اگر زن بی‌شوهری باردار شود مورد حد قرار نمی‌گیرد؛ اما در برخی مذاهب اهل‌سنت بارداری زن بی‌شوهر می‌تواند بینه زنا محسوب شود و زن مورد محاکمه قرار می‌گیرد. کیفر پیرمرد و پیرزن همسردار که مرتکب زنا شوند، ابتدا تازیانه خوردن و سپس سنگسار است.

### لواط
در قرآن، کیفر لواط معین نگردیده‌است. چنانچه هر دو مرد که مرتکب لواط شده‌اند، بالغ و عاقل باشند، حکمشان اعدام‌ است؛ خواه مجرد و خواه همسردار، خواه مسلمان یا کافر باشند. نحوهٔ اعدام برای لواط، یکی از موارد زیر است:
- زدن گردن با شمشیر
- پرتاب کردن وی از کوه بلند در حالی که دست‌ها و پاهایش با طناب بسته شده باشد.
- سوزاندن وی در آتش.
- سنگسار کردن وی.
- خراب کردن دیوار بر سر وی.[۶]

### مساحقه
مساحقه (رابطهٔ جنسی از طریق آلت تناسلی) میان دو زن، کیفر ۱۰۰ ضربه تازیانه را برای آن‌ها به همراه خواهد داشت. در صورت تکرار این عمل و اجرای حد به دنبال آن، در مرتبه چهارم اعدام می‌شوند.

### قذف
قذف به معنی نسبت دادن بی‌عفتی به مرد یا زن است، که موجب تعزیر و مجازات خواهد بود. حد نسبت ناروا، ۸۰ تازیانه‌ است. در صورت تکرار نسبت ناروا، در مرتبه چهارم، حکمش اعدام است.

### شرب خمر
کسی که مشروبات الکلی بنوشد، حد وی ۸۰ ضربه تازیانه‌ است، خواه مرد باشد یا زن. در صورت تکرار شرابخواری و اجرای حد، در مرتبه سوم اعدام می‌شود.

### سرقت
در فقه شیعه، حد سرقت در مرتبه اول قطع چهار انگشت از مفصل اصلی دست راست است؛ اما در فقه اهل‌سنت، یک دست قطع می‌شود. در فقه شیعه، حد تنها وقتی اجرا می‌شود که دزد بالغ، عاقل و مختار باشد و برای رفع اضطرار سرقت نکرده باشد. در فقه شیعه، چنانچه دزد دوباره دزدی کند، پای چپش را از زیر قبه پا قطع می‌کنند و اگر بار سوم دزدی کند، به حبس ابد محکوم می‌شود تا در زندان بمیرد؛ و اگر بار چهارم، در زندان دزدی کند، اعدام می‌شود.

### ارتداد
ارتداد خارج شدن از اسلام است. اگر شخص بالغ، عاقل و مختار، از دین اسلام برگردد؛ از وی خواسته می‌شود که توبه کند و به اسلام برگردد وگرنه اگر مرد باشد اعدام می‌شود و اگر زن باشد حبس ابد شده و در زمان نمازهای پنجگانه شلاقش می‌زنند، و در معیشت و آب و غذا و لباس آن‌قدر بر او سخت می‌گیرند تا توبه کند.
فقیهان حتی دگراندیشی مانند محمد صادقی تهرانی... معتقدند که اگر کسی که اقدام به توهین به قرآن کند، قتلش بر مسلمانان، واجب است.